# Страховље
Страховље (словен. Strahovlje) је насељено место у општини Загорје об Сави, Засавска регија, Словенија.

## Историја
До територијалне реорганизације у Словенији било су у саставу старе општине Загорје об Сави. Страховље као самостално насеље постоји од 2008. године. Настало је издвајањем дела из насеља Шемник.

## Становништво
У попису становништва из 2011. године, Страховље је имало 75 становника.
| Број становника према пописима |
| ------------------------------ |
| 2011                           |
| 75                             |

Напомена: Године 2008. настала издвајањем дела из насеља Шемник.